# Glockengießerei Fritz Hamm
Die Glockengießerei Fritz Hamm wurde im Jahre 1876 in Augsburg gegründet. Das Unternehmen fertigte bis zum Jahr 1922 mehrere hundert Glocken.

## Geschichte
Fritz Hamm wurde 1848 in Kaiserslautern als Sohn von Georg Hamm geboren und gründete 1875 die gleichnamige Glockengießerei in Augsburg, die ab 1907 unter seinem Sohn Fritz Hamm (1878–1935) bis 1922 bestand. Das Unternehmen fertigte im Laufe der Firmengeschichte etwa eintausend Glocken.